# Waterpolo als Jocs Olímpics d'estiu de 1988
Als Jocs Olímpics d'Estiu de 1988 celebrats a la ciutat de Seül (Corea del Sud) es disputà una prova de waterpolo en categoria masculina. La competició se celebrà entre els dies 19 de setembre i l'1 d'octubre de 1988.

## Comitès participants
Hi participaren un total de 156 jugadors de 12 comitès nacionals diferents:
| - Austràlia - Corea del Sud - Espanya | - Estats Units - França - Grècia | - Hongria - Itàlia - Iugoslàvia | - RFA - Unió Soviètica - R.P. de la Xina |

## Resum de medalles
| Prova             | Or | Argent | Bronze |
| Waterpolo masculí | IugoslàviaAleksandar Šoštar · Deni Lušić · Dubravko Šimenc · Perica Bukić · Veselin Đuho · Dragan Andrić · Mirko Vičević · Igor Gočanin · Mislav Bezmalinović · Tomislav Paškvalin · Igor Milanović · Goran Rađenović · Petar Kočić | Estats UnitsCraig Wilson · Kevin Robertson · James Bergeson · Peter Campbell · Douglas Kimbell · Edward Klass · Alan Mouchawar · Jeffrey Campbell · Gregory Boyer · Terry Schroeder · Jody Campbell · Christopher Duplanty · Michael Evans | Unió SovièticaEvgueni Charonov · Nourlan Mendygaliev · Evgeni Grichine · Alexandre Kolotov · Sergei Naoumov · Victor Berendiouga · Serguei Kotenko · Dmitri Apanasenko · Georgui Mchvenieradze · Mikhaïl Ivanov · Serguei Markotch · Nikolai Smirnov · Mikheil Guiorgadze |

## Medaller
| Posició | País           | Or | Argent | Bronze | Total |
| 1       | Iugoslàvia     | 1  | 0      | 0      | 1     |
| 2       | Estats Units   | 0  | 1      | 0      | 1     |
| 3       | Unió Soviètica | 0  | 0      | 1      | 1     |

## Resultat s

### Primera ronda
Grup A
| Equip          | J | G | E | P | GF | GC | Pts |
| -------------- | - | - | - | - | -- | -- | --- |
| RFA            | 5 | 5 | 0 | 0 | 60 | 37 | 10  |
| Unió Soviètica | 5 | 3 | 1 | 1 | 63 | 30 | 7   |
| Itàlia         | 3 | 3 | 1 | 1 | 48 | 33 | 7   |
| Austràlia      | 3 | 2 | 0 | 3 | 40 | 39 | 4   |
| França         | 3 | 1 | 0 | 4 | 43 | 54 | 2   |
| Corea del Sud  | 5 | 0 | 0 | 5 | 14 | 75 | 0   |

| - 21 de setembre - Itàlia 9-9 Unió Soviètica - França 16-5 Corea del Sud - Austràlia 11-13 RFA - 22 de setembre - Corea del Sud 1-11 Itàlia - França 9-10 RFA - Austràlia 4-11 Unió Soviètica - 23 de setembre - Corea del Sud 2-18 RFA - Austràlia 5-7 Itàlia - França 4-18 Unió Soviètica | - 26 de setembre - Itàlia 7-10 RFA - Corea del Sud 4-17 Unió Soviètica - França 6-7 Austràlia - 27 de setembre - França 8-14 Itàlia - Austràlia 13-2 Corea del Sud - Unió Soviètica 8-9 RFA |

Grup B
| Equip           | J | G | E | P | GF | GC | Pts |
| --------------- | - | - | - | - | -- | -- | --- |
| Estats Units    | 5 | 4 | 0 | 1 | 56 | 40 | 8   |
| Iugoslàvia      | 5 | 4 | 0 | 1 | 60 | 38 | 8   |
| Espanya         | 5 | 3 | 1 | 1 | 48 | 38 | 7   |
| Hongria         | 5 | 2 | 1 | 2 | 50 | 43 | 5   |
| Grècia          | 5 | 1 | 0 | 4 | 45 | 66 | 2   |
| R.P. de la Xina | 5 | 0 | 0 | 5 | 34 | 68 | 0   |

| - 21 de setembre - Hongria 12-10 Grècia - Estats Units 7-6 Iugoslàvia - Xina 6-13 Espanya - 22 de setembre - Grècia 10-7 Xina - Estats Units 7-9 Espanya - Hongria 9-10 Iugoslàvia - 23 de setembre - Estats Units 14-7 Xina - Grècia 7-17 Iugoslàvia - Hongria 6-6 Espanya | - 26 de setembre - Estats Units 18-9 Grècia - Hongria 14-7 Xina - Espanya 8-10 Iugoslàvia - 27 de setembre - Grècia 9-12 Espanya - Hongria 9-10 Estats Units - Iugoslàvia 17-7 Xina |

### Fase Final
|  | Semifinals     | Semifinals     |   |             | Final          | Final |
|  |                |                |   |             |                |       |
|  | 30 de setembre |                |   |             |                |       |
|  | RFA            | 10             |   |             |                |       |
|  | Iugoslàvia     | 14             |   |             |                |       |
|  |                |                |   |             |                |       |
|  |                |                |   |             | 1 d'octubre    |       |
|  |                |                |   |             | Iugoslàvia     | 9     |
|  |                | Estats Units   | 7 |             |                |       |
|  |                |                |   |             |                |       |
|  |                |                |   |             |                |       |
|  |                |                |   |             | Tercer lloc    |       |
|  | 30 de setembre | 30 de setembre |   | 1 d'octubre | 1 d'octubre    |       |
|  | Unió Soviètica | 7              |   | RFA         | 13             |       |
|  | Estats Units   | 8              |   |             | Unió Soviètica | 14    |

Grup D
|   | Equip     | J | G | E | P | GF | GC | Pts |
| - | --------- | - | - | - | - | -- | -- | --- |
| 5 | Hongria   | 3 | 1 | 2 | 0 | 28 | 20 | 4   |
| 6 | Espanya   | 3 | 1 | 1 | 1 | 24 | 23 | 3   |
| 7 | Itàlia    | 3 | 1 | 1 | 1 | 25 | 25 | 3   |
| 8 | Austràlia | 3 | 1 | 0 | 2 | 18 | 27 | 2   |

- 30 de setembre
  - Itàlia 9-9 Hongria
  - Austràlia 8-7 Espanya
- 1 d'octubre
  - Austràlia 5-13 Hongria
  - Itàlia 9-11 Espanya

Grup E
|    | Equip           | J | G | E | P | GF | GC | Pts |
| -- | --------------- | - | - | - | - | -- | -- | --- |
| 9  | Grècia          | 3 | 3 | 0 | 0 | 37 | 21 | 6   |
| 10 | França          | 3 | 2 | 0 | 1 | 34 | 19 | 4   |
| 11 | R.P. de la Xina | 3 | 1 | 0 | 2 | 25 | 28 | 2   |
| 12 | Corea del Sud   | 3 | 0 | 0 | 3 | 19 | 47 | 0   |

- 30 de setembre
  - França 11-4 Xina
  - Corea del Sud 7-17 Grècia
- 1 d'octubre
  - Corea del Sud 7-14 Xina
  - França 7-10 Grècia